# ليه كوانغ فين
ليه كوانغ فين (و. 1923 – 1956 م) هو عسكري من الهند الصينية الفرنسية، وفيتنام الجنوبية، ودولة فيتنام، ولد في لونج زوين، ويحمل رتبة عسكرية عميد، توفي في كن تاه، عن عمر يناهز 33 عاماً ، بسبب قطع الرأس.